# Ministerul Finanțelor (România)

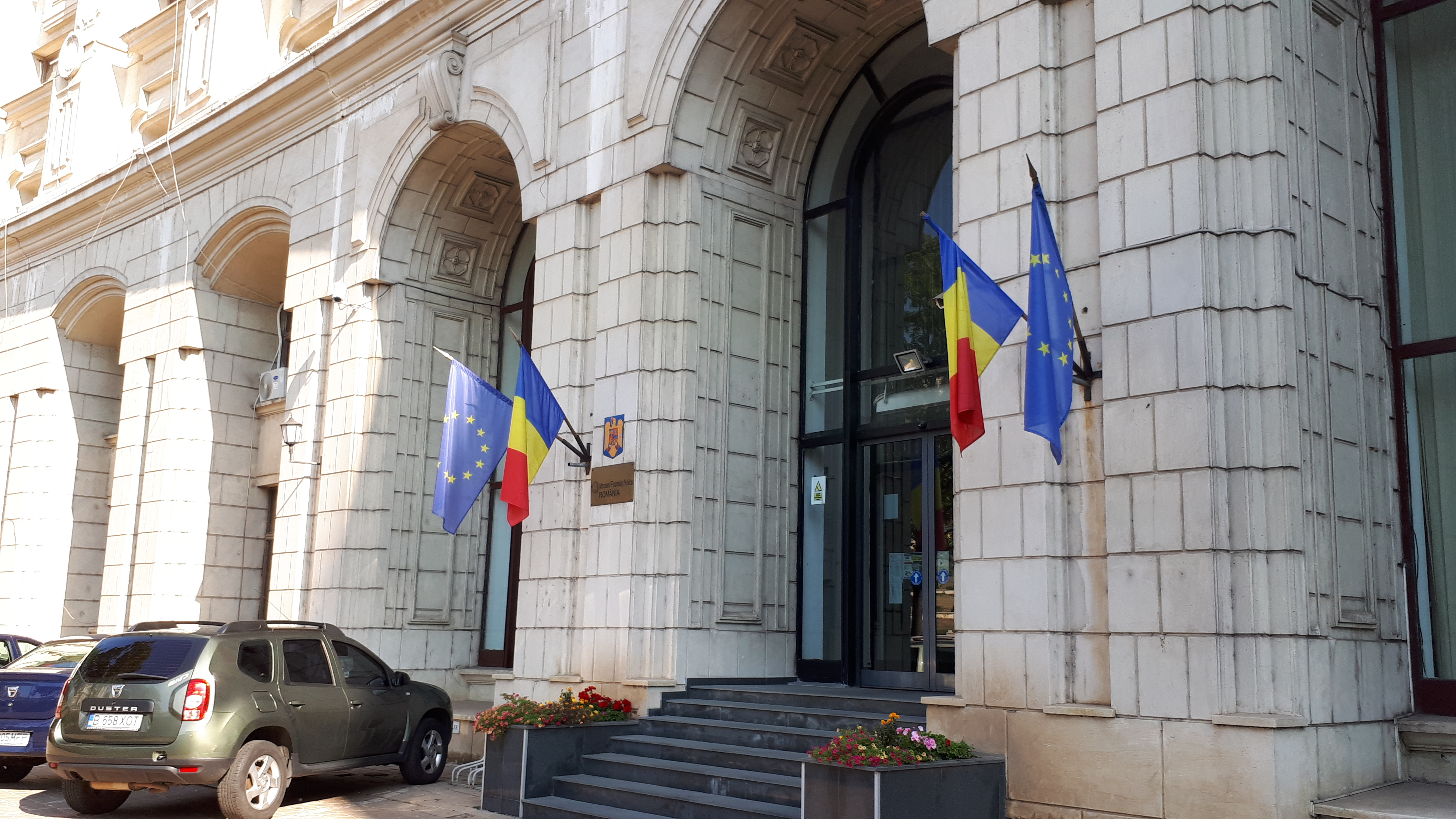
Ministerul Finanțelor. Strada Apolodor nr. 17

Ministerul Finanțelor este unul din ministerele care fac parte din Guvernul României.
Ministerul Finanțelor aplică strategia și programul de guvernare în domeniul finanțelor publice

## Istoric
La data de 5 aprilie 2007, Ministerul Finanțelor Publice a fost comasat cu Ministerul Economiei și Comerțului, rezultând Ministerul Economiei și Finanțelor, la conducerea căruia a fost numit Varujan Vosganian. Ministerul Finanțelor Publice a fost redenumit în Ministerul Finanțelor din ianuarie 2021.
La data de 22 decembrie 2008, Ministerul Finanțelor Publice a fost reînființat, odată cu constituirea Guvernului Boc.

## Organizare
Unități care funcționează în subordinea Ministerului Finanțelor:
- Agenția Națională de Administrare Fiscală (ANAF)
  - Direcția Generală Regională a Finanțelor Publice București, Iași, Galați, Ploiești, Craiova, Timișoara, Cluj-Napoca, Brașov (DGRFP)
    - administrațiile finanțelor publice municipale,
    - administrațiile finanțelor publice pentru contribuabili mijlocii,
    - administrațiile finanțelor publice orășenești,
    - administrațiile finanțelor publice comunale.

- Autoritatea Vamală Română
  - Direcția Regională Vamală București, Galați, Craiova, Timișoara, Iași, Cluj, Brașov
    - Birouri vamale de frontieră,
    - Birouri vamale de interior.
- Oficiul Național pentru Achiziții Centralizate
- Oficiul Național pentru Jocuri de Noroc (ONJN)
- Oficiul Național de Prevenire și Combatere a Spălării Banilor (ONPCSB)
- Autoritatea pentru Supravegherea Publică a Activității de Audit Statutar (ASPAAS)
- Compania Națională „Imprimeria Națională” (tipărirea titlurilor de valoare)
- CEC Bank
  - Fondul de Garantare a Creditului Rural
- Exim Banca Românească (Eximbank)
  - Compania de Asigurări-Reasigurări Exim România (EximAsig)
- Banca de Investiții și Dezvoltare
- Fondul Român de Contragarantare
- Fondul Național de Garantare a Creditelor pentru IMM (FNGCIMM)
- Revista Finanțe Publice și Contabilitate